# Blütenfledermäuse
Die Blütenfledermäuse (Glossophaginae), auch als Blumen- oder Langzungenfledermäuse bezeichnet, sind eine Fledermausgruppe, die als Unterfamilie der Blattnasen (Phyllostomidae) eingeordnet werden. Diese Gruppe umfasst rund 23 Arten in 10 Gattungen, die allesamt auf dem amerikanischen Kontinent leben.

## Beschreibung
Blütenfledermäuse sind generell kleine Fledermäuse, sie erreichen Kopfrumpflängen von 5 bis 9 Zentimetern und ein Gewicht von 5 bis 30 Gramm. Ihr Fell ist meist braun gefärbt, manche Arten sind auch gräulich oder schwarz. Zu den auffälligsten Merkmalen zählt die stark verlängerte Schnauze, an deren Spitze ein kleines Nasenblatt sitzt. Die Zunge ist sehr lang (bis zu 75 Millimeter) und mit bürstenähnlichen Papillen besetzt. Diese Merkmale zeigen Ähnlichkeiten mit den Langzungenflughunden, mit denen sie aber nicht näher verwandt sind. Die Backenzähne sind oft verlängert, dafür fehlen bei einigen Arten die unteren Schneidezähne.

## Verbreitung und Lebensweise
Blütenfledermäuse sind von den südlichen USA bis ins nördliche Argentinien verbreitet und kommen auch auf den Antillen vor. Die meisten Arten sind Bewohner der Regenwälder, manche kommen aber auch in ausgesprochen trockenen Habitaten vor. Sie sind nachtaktiv, tagsüber schlafen sie in Höhlen, Minen, hohlen Baumstämmen oder in verlassenen Gebäuden, manche Arten können dabei riesige Gruppen bilden.
Diese Tiere sind Allesfresser, die sowohl Nektar, Pollen und Früchte als auch Insekten zu sich nehmen. Früher hat man geglaubt, dass Nektar ihre Hauptnahrung darstellt und Insekten nur zufällig mitgefressen werden, mittlerweile hat man mehrere Tiere aber auch bei der aktiven Insektenjagd beobachtet. Durch ihre Ernährung spielen sie eine wichtige Rolle bei der Bestäubung zahlreicher Blütenpflanzen.

## Fortpflanzung
Die Weibchen können bis zu zweimal im Jahr Nachwuchs zur Welt bringen, in kühleren Regionen gibt es oft bestimmte Paarungszeiten, während die Tiere in wärmeren Regionen das ganze Jahr über fortpflanzungsfähig sind. Wie bei Fledertieren üblich, kommt meist ein einzelnes Jungtier zur Welt. Die Lebenserwartung kann in menschlicher Obhut über 10 Jahre betragen.

## Bedrohung
Zu den Hauptbedrohungen dieser Tiere zählt der Verlust des Lebensraumes, wodurch sie durch Rodung von Blütenpflanzen auch ihrer Nahrung beraubt werden. Darüber hinaus werden manchmal Wohnquartiere ausgeräuchert oder gesprengt, da man sie mit Vampirfledermäusen verwechselt, die als Krankheitsüberträger gefürchtet werden. Die IUCN listet eine Art, Leptonycteris nivalis, als bedroht und vier weitere als gefährdet.

## Systematik
Die Blütenfledermäuse werden als Unterfamilie der Blattnasen eingeordnet. In manchen Systematiken werden zusätzlich die Antillen-Fruchtvampire (Brachyphyllinae), die Antillen-Blütenfledermäuse (Phyllonycterinae) und die Lonchophyllinae zu den Blütenfledermäusen gezählt. Man unterscheidet zehn Gattungen:
- Anoura: Die Gattung Anoura umfasst fünf Arten (A. caudifer, A. cultrata, A. fistulata, A. geoffroyi und A. latidens), die von Mexiko bis ins südöstliche Brasilien verbreitet sind. Diese Tiere sind durch einen sehr kurzen Schwanz gekennzeichnet, ihr Lebensraum sind hauptsächlich Regenwälder. Die Besonderheit von A. fistulata ist ihre bis zu 8,5 Zentimeter (das 1,5fache ihrer Körperlänge) lange Zunge, mit der sie den Nektar des Glockenblumengewächses Centropogon nigricans saugt und dessen einziger bekannter Bestäuber ist.[1]
- Choeroniscus: Die Gattung Choeroniscus umfasst drei Arten (C. godmani, C. minor und C. periosus). Mit einer Kopfrumpflänge von 50 bis 55 Millimetern und einem Gewicht von 5 bis 9 Gramm zählen sie zu den kleinsten Arten der Blütenfledermäuse. Sie leben hauptsächlich in Wäldern vom westlichen Mexiko bis Bolivien und Brasilien. C. periosus lebt in einem kleinen Gebiet an der Pazifikküste Kolumbiens und Ecuadors und gilt als gefährdet.
- Die Langnasenfledermaus (Choeronycteris mexicana) ist von den südlichen USA bis Honduras verbreitet. Die Art besitzt eine auffallend lange Schnauze und bewohnt eher trockene Habitate.
- Dryadonycteris: eine 2012 neu beschriebene, monotypische Gattung aus dem Mata Atlântica Brasiliens.[2]
- Glossophaga: Die Gattung Glossophaga umfasst fünf Arten, darunter der bekannteste Vertreter der Blütenfledermäuse, die (Eigentliche) Blütenfledermaus (Glossophaga soricina). Die Färbung dieser Tiere variiert von rotbraun bis dunkelbraun, charakteristisch ist der sehr kurze Schwanz. Tiere dieser Gattung sind vom nördlichen Mexiko bis ins nördliche Argentinien beheimatet: G. commissarisi sowie G. soricina kommen sowohl in Mittel- als auch Südamerika vor, während sich das Verbreitungsgebiet von G. leachii und G. morenoi auf Zentralamerika und das von G. longirostris auf Südamerika beschränkt.
- Hylonycteris underwoodi zählt mit 6 bis 9 Gramm Gewicht zu den kleineren Arten. Diese Tiere leben in Mittelamerika, vom südlichen Mexiko bis Panama.
- Leptonycteris: Die Gattung Leptonycteris umfasst zwei Arten, welche von den südlichen USA (Arizona, New Mexico, Texas) bis Kolumbien und Venezuela verbreitet sind.  Mit einer Kopfrumpflänge von bis zu 95 Millimetern und bis zu 30 Gramm Gewicht gehören sie zu den größten Vertretern ihrer Gruppe. Die Populationen aus den südlichen USA migrieren im Winter in wärmere Gebiete. L. nivalis lebt von den südlichen USA bis Guatemala und bevorzugt höhergelegene Wälder als Lebensraum,  L. curasoae, die von den Süd-USA bis Venezuela verbreitet ist, kommt hauptsächlich in trockenen Gebieten vor. L. nivalis gilt als bedroht und L. curasoae als gefährdet.
- Lichonycteris obscura ist von Guatemala bis Bolivien und Südostbrasilien verbreitet. Die relativ kleine Art kommt hauptsächlich in Regenwäldern vor.
- Monophyllus: Die Gattung Monophyllus umfasst zwei Arten (Monophyllus plethodon und Monophyllus redmani), die auf den Antillen endemisch sind. Ihr charakteristisches Merkmal ist die lange Zunge.
- Die Bananenfledermaus (Musonycteris harrisoni) bewohnt ein kleines Gebiet im südwestlichen Mexiko. Sie hat eine äußerst lange Schnauze, die über die Hälfte der Länge des Schädels ausmacht. Ihren Namen hat die Art, weil die ersten Exemplare bei Bananenpflanzen gefunden wurden. Die Bananenfledermaus gilt als gefährdet.
- Scleronycteris ega ist nur in fünf Exemplaren bekannt, die im südlichen Venezuela und im nordwestlichen Brasilien (Bundesstaat Amazonas) gefunden wurden. Diese Tiere sind braun gefärbt und erreichen eine Länge von 57 Millimetern. Die IUCN listet sie als gefährdet.